# A5-ös autópálya (Hollandia)
Az A5-ös autópálya (hollandul: Rijksweg 5) egy 17 km hosszú autópálya Hollandiában.

## Képgaléria

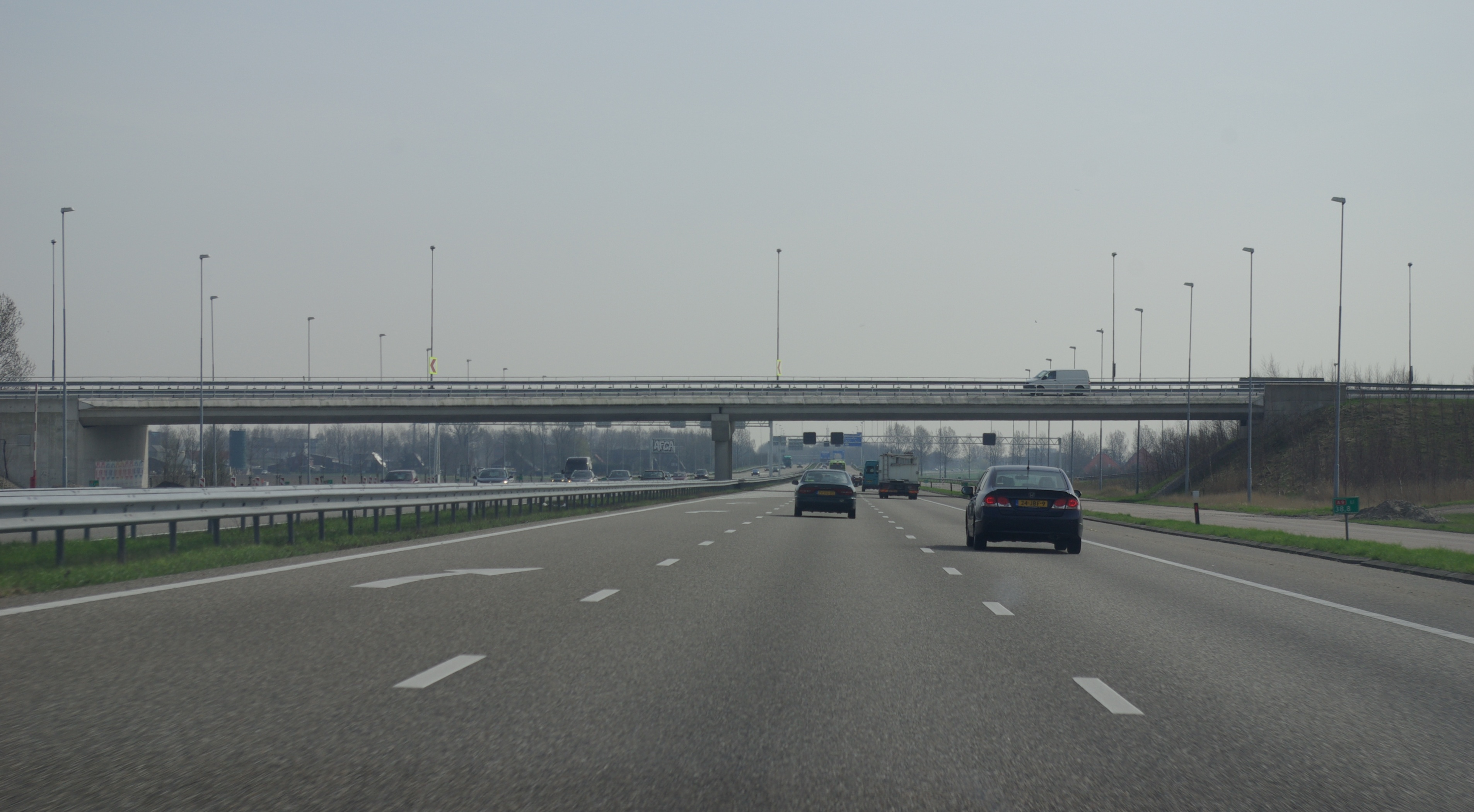
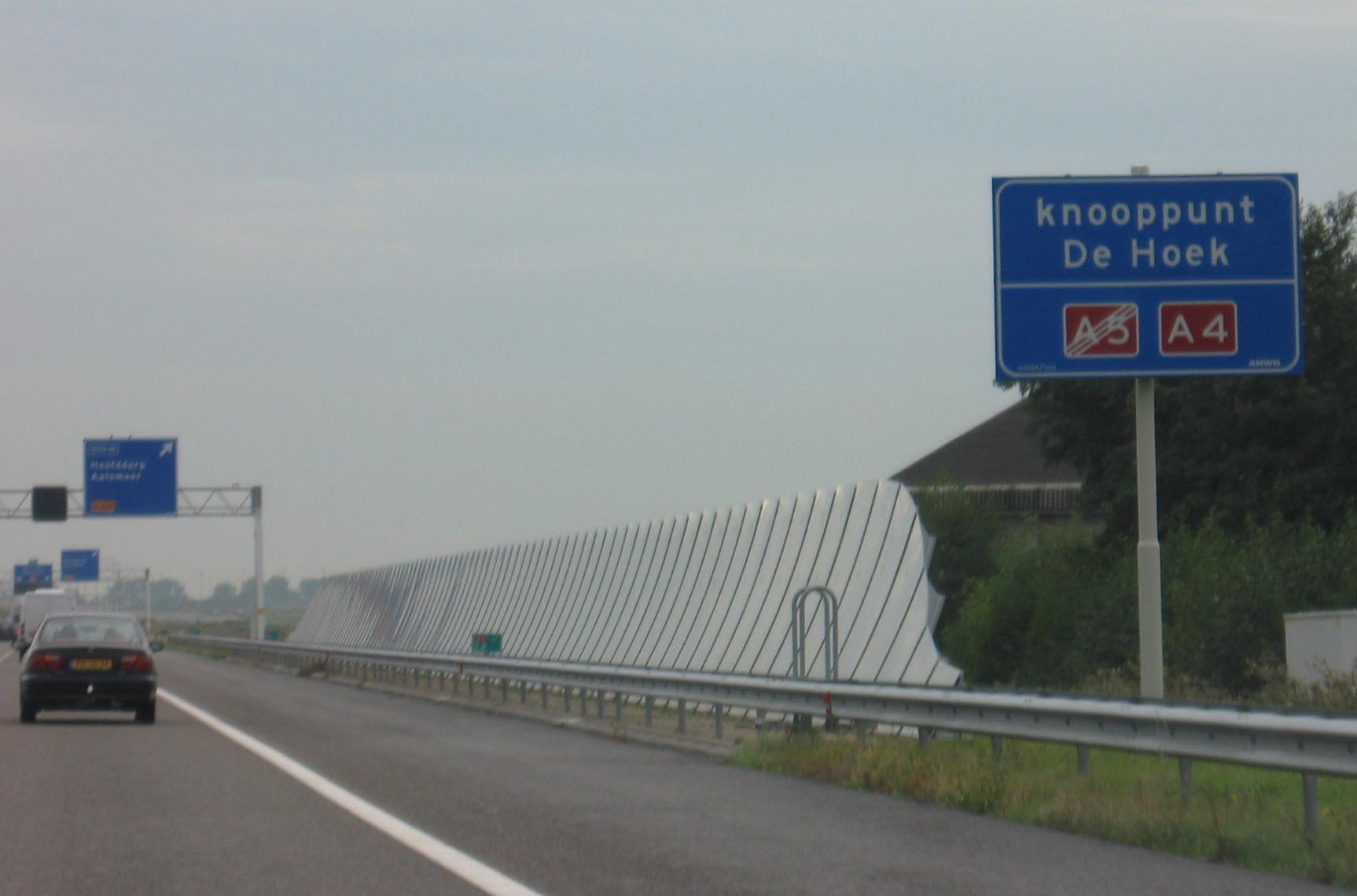